# Damis (mitologia)
Damis (en grec antic Δάμυσος Dámisos), va ser segons la mitologia grega un gegant fill de Gea i de la sang d'Urà. Era el gegant que corria més ràpid. Va morir a la Gigantomàquia pels llamps de Zeus i les fletxes d'Hèracles, i estava enterrat a Pal·lene.
Quan Aquil·les va ser confiat a Quiró per la seva educació, aquest va desenterrar Damis i va treure-li l'os del turmell, per substituir el que el nen s'havia cremat quan Peleu va interrompre el ritual que Tetis realitzava per fer invulnerable al seu fill. Per això Aquil·les era un gran corredor, per portar un os de Damis. Una de les tradicions, diferent a la de la Ilíada, sobre la mort d'Aquil·les explicava que quan va ser perseguit per Apol·lo li va fallar aquest os del turmell, va caure a terra i va donar al déu la possibilitat de matar-lo.